# 武仙座14c
武仙座14c是一颗位于武仙座、距离地球59光年的系外行星，其母星为武仙座 14。该行星属于类木行星，其体积接近于木星，但是质量大于木星。该行星于2005年11月17日被发现，发现结果则于2006年11月2日向外公布。根据最近的分析，可以确定在武仙座14系统中的确存在第二颗行星，但是至今还不知道该行星的各项参数。武仙座14c可能与位于内轨道的武仙座14b保持4:1的轨道共振关系。